# Saint-Quentin-des-Isles
Saint-Quentin-des-Isles era una comuna francesa que estaba situada en el departamento de Eure, de la región de Normandía que el 1 de enero de 2019 pasó a formar parte de la comuna nueva de Treis-Sants-en-Ouche como comuna delegada.

## Demografía
| Gráfica de evolución demográfica de Saint-Quentin-des-Isles entre 1800 y 2016 |
|                                                                               |

Los datos demográficos contemplados en este gráfico de la comuna de Saint-Quentin-des-Isles se han cogido de 1800 a 1999 de la página francesa EHESS/Cassini, y los demás datos de la página del INSEE.